# Agnès Jaoui
Pour les articles homonymes, voir Jaoui.
Agnès Jaoui, née le 19 octobre 1964 à Antony, est une actrice, scénariste, réalisatrice, dramaturge et chanteuse française.
En 1998, elle reçoit le César de la meilleure actrice dans un second rôle pour le film On connaît la chanson et, en 2001, le César du meilleur film pour Le Goût des autres. Avec quatre César du meilleur scénario original ou adaptation et un César d'honneur en 2024, elle est la femme la plus récompensée de l'histoire des César avec sept trophées.
Elle est la réalisatrice de cinq films qu'elle écrit avec Jean-Pierre Bacri. Son premier film Le Goût des autres est nommé à l'Oscar du meilleur film international en 2001 et Comme une image reçoit le prix du scénario au festival de Cannes 2004.
Au théâtre elle écrit et joue deux pièces avec Jean-Pierre Bacri : Cuisine et dépendances qui reçoit le Molière de l'auteur en 1992 et Un air de famille.
Elle a aussi collaboré à plusieurs reprises avec les acteurs Bruno Podalydès et Karin Viard.

## Biographie

### Famille
Agnès Esther Jaoui naît au sein d'une famille juive originaire de Tunisie. Elle est la fille de Hubert Jaoui, auteur et formateur spécialisé dans la créativité marketing, et de Gyza Jaoui, psychothérapeute spécialiste de l'analyse transactionnelle. « Communistes non marxistes, sionistes, modernes, très libres », ses parents fuient la Tunisie accédant à l'indépendance. Membres du mouvement de jeunesse juif Hashomer Hatzaïr de gauche laïque et séculariste, ils partent en 1962 en Israël pour y fonder un kibboutz. Ils n'ont aucun rapport avec le cinéma, mais ils écrivent tous les deux. L'acteur Dominique Zardi est le cousin de son père.
Elle est la sœur de Laurent Jaoui, également scénariste et réalisateur.

### Jeunesse et formation
Après une année passée dans le kibboutz, sa famille arrive à Paris. Agnès Jaoui fréquente le mouvement Hashomer Hatzaïr, après être passée par Sarcelles. Elle lit énormément et commence à écrire à 11 ans. Elle fait partie des premières jeunes filles à intégrer le lycée Henri-IV de Paris qui vient d'accéder à la mixité en 1978, et commence à jouer dans le club de théâtre de l'établissement, en interprétant Loulou dans la pièce Mon père avait raison. Jusqu'à ses 15 ans, elle revient passer chaque été chez sa famille maternelle restée au kibboutz.
Elle entre au Cours Florent à 15 ans et fait une première année de classe préparatoire littéraire (hypokhâgne) au lycée Henri-IV. Elle suit dès 1984 les cours d'art dramatique du théâtre des Amandiers de Nanterre dirigé par Patrice Chéreau. De cette expérience mitigée, elle retient la « très forte personnalité » de Chéreau, et parle même de pratiques « tyranniques » de « dictateur ». Dans le cadre des études de cette école, elle part aux États-Unis où elle complète sa formation, notamment en comédie musicale.

### Débuts d'actrice et consécration comme scénariste (années 1990)

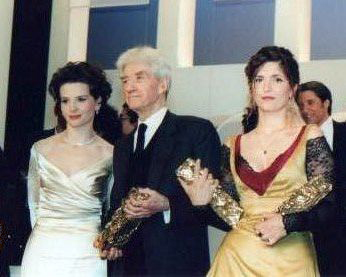
La scénariste récompensée pour Smoking / No Smoking aux côtés d'Alain Resnais et de Juliette Binoche, aux Césars 1994.

Chéreau lui donne un rôle dans le drame Hôtel de France, qui sort en 1987. Elle joue la même année dans la pièce L'Anniversaire de Harold Pinter, dans la mise en scène de Jean-Michel Ribes, auprès de son futur compagnon Jean-Pierre Bacri.
Ensemble, Agnès Jaoui et Jean-Pierre Bacri écrivent la pièce Cuisine et dépendances qui fait l'objet d'une adaptation cinématographique en 1992 par Philippe Muyl, dans laquelle elle joue, aux côtés de Bacri.
En 1993, Alain Resnais fait appel à eux pour adapter au cinéma la série des huit pièces d'Alan Ayckbourn, Intimate Exchanges, concentrée en deux films sous le titre Smoking / No Smoking. Ce diptyque ironique, ludique et théorique qui étudie les rapports entre hasard, libre-arbitre et destin leur vaut le César du meilleur scénario en 1994.

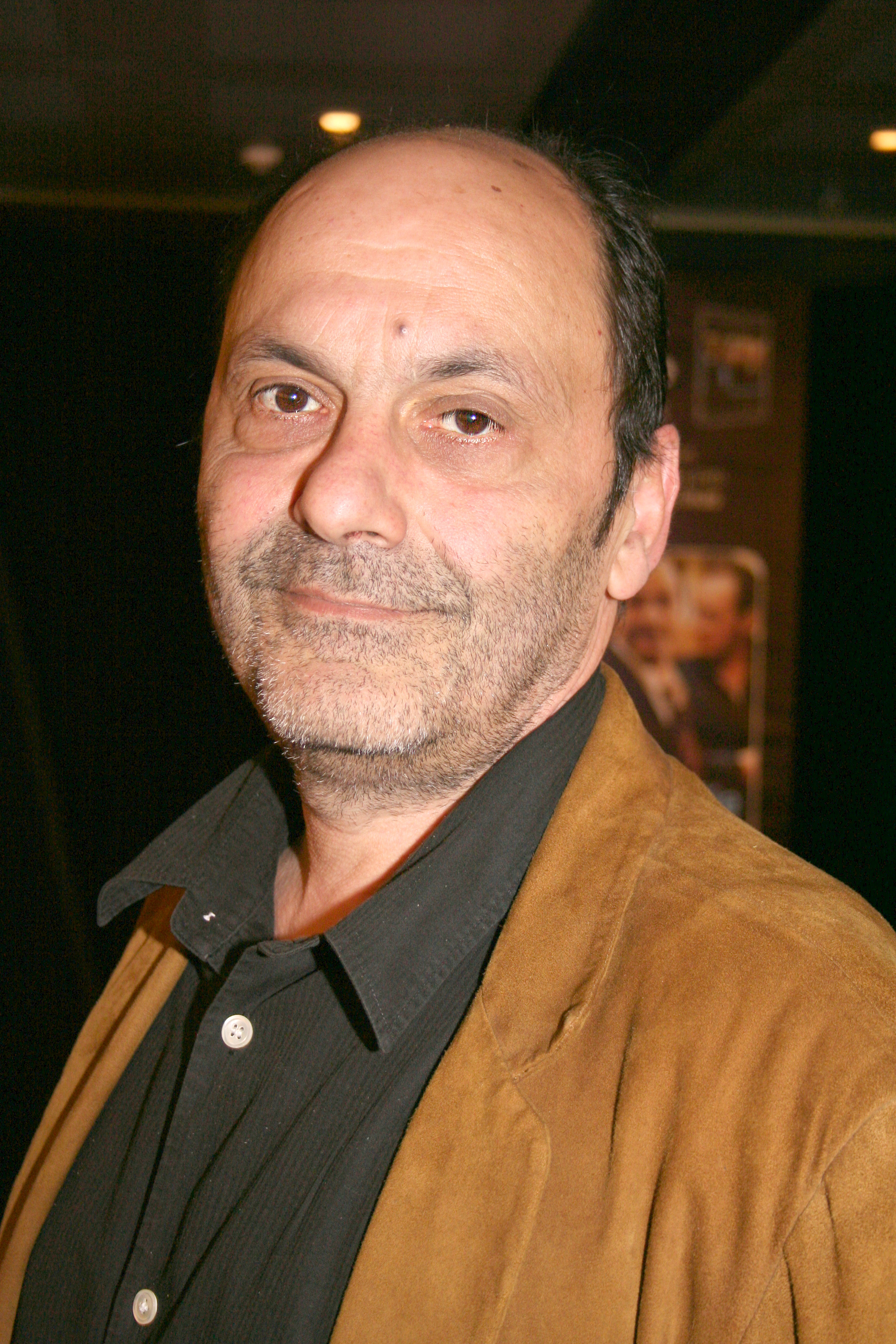
Longtemps son compagnon et coauteur, Jean-Pierre Bacri (ici en 2007).

Le grand public ne découvre véritablement ce duo d'acteurs-scénaristes qu'en 1996 avec le succès du film de Cédric Klapisch, adapté de leur pièce Un air de famille, qui révèle leur talent d'observateurs du quotidien, leur critique des carcans sociaux puis leur humour corrosif et désenchanté. Ce style percutant leur permet de remporter un second César en 1997. La même année, ils collaborent à nouveau avec Resnais sur On connaît la chanson dont ils sont désormais scénaristes et interprètes. Grâce au film, chacun d'eux gagne son troisième trophée pour le meilleur scénario aux Césars 1998 ainsi que sa toute première statuette en tant que meilleur second rôle.
Le tandem se reforme à la fin de la décennie pour écrire et interpréter Le Goût des autres (2000) qui explore, avec humour et émotion, l'opposition d'identités socio-culturelles dans un petit groupe de personnes. Agnès Jaoui signe avec ce film son premier long métrage en tant que réalisatrice. Le film rassemble près de 4 millions de spectateurs en salles et remporte quatre Césars en 2001 dont celui du meilleur film, ainsi qu'une nomination pour l'Oscar du meilleur film en langue étrangère.

### Diversification (années 2000)

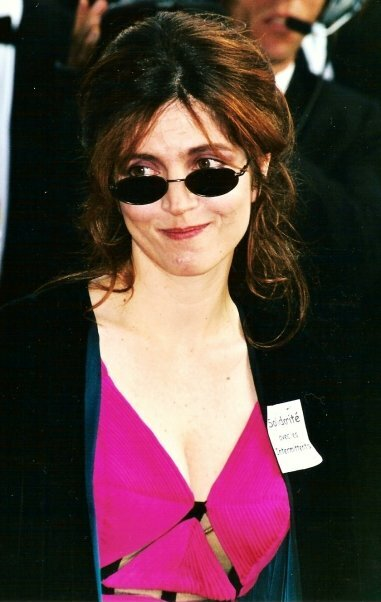
L'actrice au festival de Cannes 2006.

Jaoui essaie aussi de s'imposer comme actrice, sans Bacri : elle tient ainsi des seconds rôles dans la comédie Le Déménagement, d’Olivier Doran, sorti en 1997, puis dans Le Cousin, d’Alain Corneau, porté par le tandem Alain Chabat / Patrick Timsit.
Mais c'est en 2000 qu'elle est pour la première fois l'unique tête d'affiche d'un long métrage : le drame Une femme d'extérieur, de Christophe Blanc.
Deux ans plus tard, elle change complètement de registre en endossant le rôle principal d'un film à costumes adapté du roman de Stefan Zweig 24 heures de la vie d'une femme de Laurent Bouhnik. En 2004, elle partage l'affiche de la comédie dramatique Le Rôle de sa vie avec Karin Viard. Pour cette première réalisation de François Favrat, l'actrice y campe une vedette de cinéma égocentrique.
La même année, elle présente son deuxième film comme réalisatrice en compétition au Festival de Cannes, le drame Comme une image, toujours interprété et co-écrit avec Bacri. Le duo obtient le prix du scénario.
En 2005, après avoir tenu le rôle principal du drame historique La Maison de Nina, dernier film de Richard Dembo, elle se consacre à la chanson et enregistre un album inspiré de rythmes et de sonorités latines. Canta sort l'année suivante.
En 2008, elle revient au cinéma pour la comédie dramatique Parlez-moi de la pluie, toujours sous la casquette de réalisatrice-interprète et co-scénariste, offrant à Jamel Debbouze un rôle à contre-emploi.

### Retour sur les planches (années 2010)

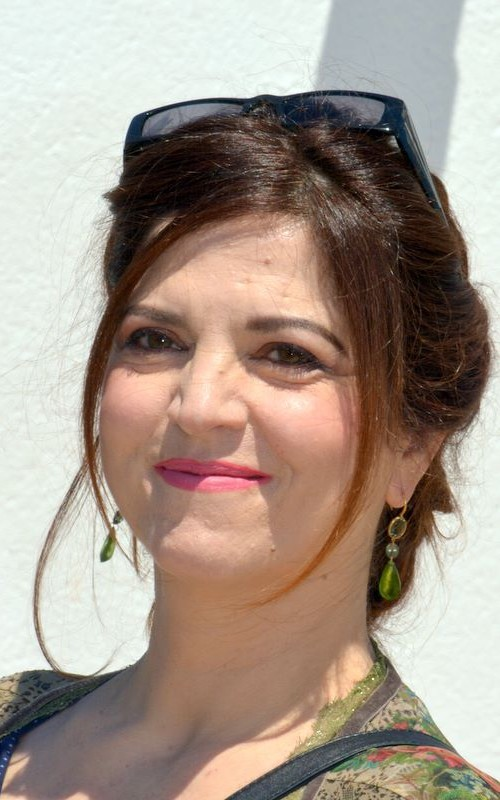
Comme membre du jury du festival de Cannes 2017.

Cette décennie la voit confirmer comme actrice et réalisatrice, mais c'est au théâtre qu'elle est de nouveau récompensée.
Jaoui partage d'abord l'affiche de la comédie dramatique Du vent dans mes mollets avec Denis Podalydès et Isabelle Carré, sous la direction de Carine Tardieu, qui lui permet de s'intéresser au monde de l'enfance. L'année suivante, elle poursuit sur cette thématique comme auteure en dévoilant sa quatrième réalisation, Au bout du conte. Cette fois, la critique est partagée, mais le film attire tout de même plus de 900 000 spectateurs.
Après vingt ans d'absence au théâtre, elle effectue son grand retour sur les planches en 2014, pour la pièce Les Uns sur les autres, mise en scène par Catherine Schaub. Sa performance lui vaut une nomination au Molière de la comédienne dans un spectacle de théâtre privé. La même année, elle fait partie du casting choral de la comédie dramatique L'Art de la fugue, de Brice Cauvin.
2015 est marquée par la sortie de deux longs-métrages : la comédie dramatique Comme un avion, réalisée et principalement interprétée par Bruno Podalydès. L'actrice y a aussi pour partenaires Sandrine Kiberlain et Vimala Pons. Elle retrouve cette dernière au sein du casting de la comédie semi-autobiographique Je suis à vous tout de suite, première réalisation de la scénariste césarisée Baya Kasmi.
En 2017, elle porte le drame Aurore, de Blandine Lenoir, où elle joue une quinquagénaire s'apprêtant à devenir grand-mère tout en affrontant sa ménopause. Durant le Festival de Cannes 2017, elle est membre du jury des longs métrages, présidé par le réalisateur espagnol Pedro Almodóvar, au côté notamment du réalisateur italien Paolo Sorrentino, et des comédiens américains Jessica Chastain et Will Smith.
L'année 2018 marque son retour comme scénariste et réalisatrice avec la satire Place publique, qui lui permet aussi de retrouver Jean-Pierre Bacri, derrière et devant la caméra. Parallèlement, elle porte la comédie dramatique Les Bonnes Intentions, de Gilles Legrand.
En 2020, elle écrit sa première comédie musicale On va se quitter pour aujourd'hui mise en musique par Alexis Pivot, qui est diffusée sur France musiques dans l'émission 42e rue.

### Vie privée
Agnès Jaoui est la compagne de Jean-Pierre Bacri de 1987 à 2012. Malgré leur séparation, les deux sont restés proches et ont continué d'écrire et de jouer ensemble au cinéma,.
Elle adopte deux enfants brésiliens (qui avaient 5 et 7 ans au moment de l'adoption en 2012). En parlant de son adoption à l’étranger, elle note :

« Je trouve insupportable de voir que dans les biographies de femmes, on précise toujours avec ou sans enfants. Je n’ai pas toujours ressenti ce besoin viscéral, mais j’en ai envie depuis longtemps et je viens d’en adopter deux au Brésil, qui ont 5 et 7 ans. »

Plusieurs membres de la famille de l’actrice, du côté de son père, sont enlevés et assassinés lors des attentats perpétrés par le Hamas le 7 octobre 2023.

### Engagements
Agnès Jaoui est politiquement engagée sur plusieurs sujets de société (étrangers en situation irrégulière,, intermittents du spectacle, etc.).
Elle se déclare en faveur de la candidature de Martine Aubry lors de la primaire présidentielle socialiste de 2011 et en 2014, elle est membre du comité de soutien à la candidature d'Anne Hidalgo à la mairie de Paris.
En septembre 2018, à la suite de la démission de Nicolas Hulot, elle signe avec Juliette Binoche la tribune contre le réchauffement climatique intitulée « Le plus grand défi de l'histoire de l'humanité », qui parait en une du journal Le Monde, avec pour titre « L'appel de 200 personnalités pour sauver la planète ».
Le 19 décembre 2018, plus de 70 célébrités se mobilisent à l'appel de l'association Urgence Homophobie. Agnès Jaoui est l'une d'elles et apparaît dans le clip de la chanson De l'amour,,.
Elle a été membre du collectif 50/50 qui a pour but de promouvoir l’égalité des femmes et des hommes et la diversité dans le cinéma et l’audiovisuel. En novembre 2020, elle participe à la troisième édition des Assises pour l'égalité, la parité et la diversité dans le cinéma et l'audiovisuel, organisée par le collectif, et fait un discours féministe remarqué. Elle quitte le collectif 50/50 à la suite de la plainte pour agression sexuelle déposée par l'actrice Nadège Beausson-Diagne contre la productrice Juliette Favreul (qui sera relaxée en 2023) et explique son départ :

« Je pense que passer d'un monde où on bafoue la parole de la victime à un monde où elle devient toute-puissante n'est pas souhaitable. […] Je suis du côté des victimes, mais pas si elles s'érigent en persécutrices. Je me revendique féministe, mais pas de ce féminisme-là. »

En juillet 2020, elle est signataire de l'appel de Laurent Joffrin et s’engage pour l'émergence d'une force alternative à gauche,.

## Filmographie
Sauf indication contraire, les informations mentionnées dans cette section peuvent être confirmées par les bases de données cinématographiques IMDb et Allociné,  présentes dans la section « Liens externes ».

### Actrice

#### Cinéma
- 1983 : Le Faucon de Paul Boujenah : Sandra
- 1987 : Hôtel de France de Patrice Chéreau : Madame Bouguereau
- 1987 : L'Amoureuse de Jacques Doillon : Agathe
- 1991 : Canti de Manuel Pradal
- 1993 : Cuisine et Dépendances de Philippe Muyl : Charlotte
- 1995 : Les Petits Salés de Régis Roinsard (court métrage)
- 1996 : Un air de famille de Cédric Klapisch : Betty Ménard
- 1997 : Le Déménagement d’Olivier Doran : Claire
- 1997 : La Méthode de Thomas Béguin (court métrage) : Cécile
- 1997 : On connaît la chanson d’Alain Resnais : Camille
- 1998 : Le Cousin d’Alain Corneau : Claudine Delvaux
- 1999 : On the Run de Bruno de Almeida : Kirstin
- 2000 : Une femme d'extérieur de Christophe Blanc : Françoise
- 2000 : Le Goût des autres d’Agnès Jaoui : Manie
- 2002 : Vingt-quatre Heures de la vie d'une femme de Laurent Bouhnik : Marie Collins Brown
- 2004 : Le Rôle de sa vie de François Favrat : Elisabeth Becker
- 2004 : La Maison de Nina de Richard Dembo : Nina
- 2004 : Comme une image d’Agnès Jaoui : Sylvia Millet
- 2008 : Parlez-moi de la pluie d'Agnès Jaoui : Agathe Villanova
- 2012 : Du vent dans mes mollets de Carine Tardieu : Colette Gladstein
- 2013 : Au bout du conte d'Agnès Jaoui : Marianne
- 2014 : L'Art de la fugue de Brice Cauvin : Ariel
- 2015 : Comme un avion de Bruno Podalydès : Laëtitia
- 2015 : Je suis à vous tout de suite de Baya Kasmi : Simone Belkhacem
- 2017 : Aurore de Blandine Lenoir : Aurore Tabort
- 2018 : Place publique d'Agnès Jaoui : Hélène
- 2018 : Les Bonnes Intentions de Gilles Legrand : Isabelle
- 2021 : Compagnons de François Favrat : Hélène
- 2022 : À l'ombre des filles d'Étienne Comar : Catherine
- 2023 : Le Cours de la vie de Frédéric Sojcher : Noémie Capdenac
- 2023 : Wahou ! de Bruno Podalydès : Josépha
- 2023 : Sur la branche de Marie Garel-Weiss : Claire Bloch
- 2024 : Le Dernier des Juifs de Noé Debré : Giselle
- 2024 : La Vie de ma mère de Julien Carpentier : Judith
- 2024 : Ma vie, ma gueule de Sophie Fillières : Barberie Bichette, dite « Barbie »

#### Télévision
- 1990 : Ivanov (téléfilm) d’Arnaud Sélignac : Babakina
- 1990 : Tribunal (série télévisée), épisode La Villa d'Alice de Gérard Espinasse : Sandrine Jouanneau
- 1991 : Navarro (série télévisée), épisode Comme des frères de Patrick Jamain : Elsa
- 2019 : Foodie Love (série télévisée) d'Isabel Coixet, épisode Breakfast in Kentucky : la femme française
- 2022 : En thérapie (série télévisée), saison 2 : Rebecca Wagner
- 2024 : Becoming Karl Lagerfeld (mini-série télévisée Disney +) : Gaby Aghion

### Scénariste
- 1993 : Smoking / No Smoking d’Alain Resnais, coécrit avec Jean-Pierre Bacri d'après Alan Ayckbourn
- 1993 : Cuisine et Dépendances de Philippe Muyl, coécrit avec Jean-Pierre Bacri et Philippe Muyl
- 1996 : Un air de famille de Cédric Klapisch, coécrit avec Jean-Pierre Bacri et Cédric Klapisch
- 1997 : On connaît la chanson d’Alain Resnais, coécrit avec Jean-Pierre Bacri
- 2000 : Le Goût des autres d’Agnès Jaoui, coécrit avec Jean-Pierre Bacri
- 2004 : Comme une image d’Agnès Jaoui, coécrit avec Jean-Pierre Bacri
- 2008 : Parlez-moi de la pluie d’Agnès Jaoui, coécrit avec Jean-Pierre Bacri
- 2013 : Au bout du conte d’Agnès Jaoui, coécrit avec Jean-Pierre Bacri
- 2015 : L'Art de la fugue de Brice Cauvin, coécrit avec Brice Cauvin et Raphaëlle Valbrune
- 2018 : Place publique d'Agnès Jaoui, coécrit avec Jean-Pierre Bacri

### Réalisatrice
- 2000 : Le Goût des autres
- 2004 : Comme une image
- 2008 : Parlez-moi de la pluie
- 2013 : Au bout du conte
- 2018 : Place publique
- 2022 : En thérapie (série télévisée), saison 2, sept épisodes sur Inès

### Box-office des films qu'elle a réalisés
Les données ci-dessous proviennent de l'European Audiovisual Observatory.
| Année | Film                   | Réalisation     | Entrées en France | Entrées en Europe |
| ----- | ---------------------- | --------------- | ----------------- | ----------------- |
| 2000  | Le Goût des autres     | Agnès Jaoui     | 3 859 151         | 5 299 954         |
| 1997  | On connaît la chanson  | Alain Resnais   | 2 649 299         | 3 312 749         |
| 1996  | Un air de famille      | Cédric Klapisch | 2 442 289         | 2 665 680         |
| 2004  | Comme une image        | Agnès Jaoui     | 1 629 469         | 2 483 627         |
| 2008  | Parlez-moi de la pluie | Agnès Jaoui     | 1 003 068         | 1 227 661         |
| 2013  | Au bout du conte       | Agnès Jaoui     | 954 507           | 1 227 335         |
| 2018  | Place publique         | Agnès Jaoui     | 535 821           | 617 483           |

## Théâtre
Sauf indication contraire ou complémentaire, les informations mentionnées dans cette section peuvent être confirmées par la base de données Les Archives du spectacle.

### Comédienne
- 1987 : Penthésilée de Heinrich von Kleist, mise en scène Pierre Romans, Festival d'Avignon, Théâtre Nanterre-Amandiers
- 1987 : Catherine de Heilbronn de Heinrich von Kleist, mise en scène Pierre Romans, Festival d'Avignon, Théâtre Nanterre-Amandiers
- 1987 : Platonov d'Anton Tchekhov, mise en scène Patrice Chéreau, Festival d'Avignon, Théâtre Nanterre-Amandiers : Marie
- 1987 : L'Anniversaire d'Harold Pinter, mise en scène Jean-Michel Ribes, Théâtre Tristan Bernard
- 1988 : Chroniques d'une fin d'après-midi spectacle composé de fragments d'œuvres d'Anton Tchekhov, mise en scène Pierre Romans, Festival d'Avignon
- 1991 : Cuisine et dépendances de Jean-Pierre Bacri et elle-même, mise en scène Stéphan Meldegg, Théâtre La Bruyère
- 1994 : Un air de famille de Jean-Pierre Bacri et elle-même, mise en scène Stéphan Meldegg, Théâtre de la Renaissance
- 2014 : Les Uns sur les autres de Léonore Confino, mise en scène Catherine Schaub, Théâtre de la Madeleine
- 2016 : Les Femmes savantes de Molière, mise en scène Catherine Hiegel, Théâtre de la Porte Saint-Martin

### Autrice
Cette section ne mentionne que les premières versions des pièces, qui ont connu ensuite plusieurs reprises, avec des distributions et/ou mises en scène différrentes.
- 1991 : Cuisine et dépendances coécrit avec Jean-Pierre Bacri, mise en scène Stéphan Meldegg, Théâtre La Bruyère
- 1994 : Un air de famille coécrit avec Jean-Pierre Bacri, mise en scène Stéphan Meldegg, Théâtre de la Renaissance

### Metteuse en scène
- 2017 : Un air de famille de Jean-Pierre Bacri et elle-même, Théâtre de la Porte-Saint-Martin - nouvelle distribution
- 2017 : Cuisine et dépendances de Jean-Pierre Bacri et elle-même, Théâtre de la Porte-Saint-Martin - nouvelle distribution
- 2019 : Tosca de Giacomo Puccini , Opéra plein air, Château de Vincennes
- 2024 : L'uomo femina de Baldassare Galuppi, Dijon, Opéra royal du château de Versailles

## Musique

### Solo
Au début de l'année 2006, Agnès Jaoui entame une carrière de chanteuse. Elle n'est pas totalement novice dans le domaine musical puisqu'elle a fréquenté le conservatoire où elle est entrée à l’âge de 17 ans. Elle fait partie du label indépendant tôt ou tard. Elle a chanté le rôle de La Périchole, opéra-bouffe de Jacques Offenbach.
- 2006 : Canta, premier album, musiques latines (fado, flamenco, boléro, bossa nova…) chantées exclusivement en espagnol et portugais. Première tournée en France et Belgique, mars et avril 2006. Victoires de la musique 2007 « album musique du monde ». Son direct fut perturbé par un défenseur des médecines naturelles pour guérir le cancer.
- 2009 : Dans mon pays, produit par Vincent Ségal. Cet album aux sonorités latines comprend majoritairement des chansons interprétées en espagnol et portugais à l'exception de deux titres chantés en français.
- 2015 : Nostalgias.
- 2022 : Dans mon salon, spectacle au théâtre de l'Atelier.
- 2024 : Attendre que le soleil revienne

### Participations
- 2005 : Double album Plutôt tôt, plutôt tard : Floricanto en duo avec J. P. Nataf
- 2006 : Le Grand Dîner album tribute à Dick Annegarn, reprise de La Transformation en duo avec Dick Annegarn
- 2007 : Participation à l'album de Marcel Amont : Décalage horaire
- 2009 : Participation à l'album hommage à Boris Vian (et à sa chanson homonyme : On n'est pas là pour se faire engueuler) : On n'est pas là pour se faire engueuler ! avec la reprise de la chanson L'Année à l'envers
- 2014 : Participation à l'album Rio-Paris avec Liat Cohen, Helena Noguerra et Natalie Dessay
- 2015 : Participation au conte musical écologique Les Symphonies subaquatiques[28] aux côtés de Jacques Gamblin, Marianne James, Dominique A et Kent (livre-disque aux Éditions des Braques)

## Publication
- Alain Resnais, les coulisses de la création - Entretiens avec ses proches collaborateurs, de François Thomas, Armand Colin, 2016

## Distinctions

### Décoration
- Commandeur de l'ordre des Arts et des Lettres (2025)[29]

### Cinéma

#### Césars
- 1994 : César du meilleur scénario original ou adaptation avec Jean-Pierre Bacri pour Smoking / No Smoking
- 1997 : Nomination au César de la meilleure actrice dans un second rôle pour Un air de famille
- 1997 : César du meilleur scénario original ou adaptation avec Jean-Pierre Bacri et Cédric Klapisch pour Un air de famille
- 1998 : César de la meilleure actrice dans un second rôle pour On connaît la chanson
- 1998 : César du meilleur scénario original ou adaptation avec Jean-Pierre Bacri pour On connaît la chanson
- 2001 : César du meilleur film pour Le Goût des autres
- 2001 : César du meilleur scénario original ou adaptation avec Jean-Pierre Bacri pour Le Goût des autres
- 2001 : Nomination au César de la meilleure réalisatrice pour Le Goût des autres
- 2001 : Nomination au César de la meilleure actrice dans un second rôle pour Le Goût des autres
- 2005 : Nomination au César du meilleur scénario original ou adaptation avec Jean-Pierre Bacri pour Comme une image
- 2016 : Nomination au César de la meilleure actrice dans un second rôle pour Comme un avion
- 2024 : César d'honneur

#### Oscars
- 2001 : Nomination à l'Oscar du meilleur film étranger pour Le Goût des autres

#### Festival de Cannes
- 2004 : Prix du scénario avec Jean-Pierre Bacri pour Comme une image
- 2004 : Sélection officielle - en compétition pour Comme une image

#### Lumières de la presse internationale
- 1997 : Lumière du meilleur scénario avec Jean-Pierre Bacri et Cédric Klapisch pour Un air de famille
- 2001 : Lumière du meilleur film pour Le Goût des autres
- 2001 : Lumière de la meilleure mise en scène pour Le Goût des autres
- 2001 : Lumière du meilleur scénario avec Jean-Pierre Bacri pour Le Goût des autres

#### David di Donatello
- 2001 : Prix David di Donatello du meilleur film étranger pour Le Goût des autres

#### Autres
- 1999 : Prix Henri-Jeanson de la SACD
- 2000 : European Award du meilleur scénario avec Jean-Pierre Bacri pour Le Goût des autres
- 2001 : Prix René Clair pour l'ensemble de son œuvre cinématographique
- 2004 : European Award du meilleur scénario avec Jean-Pierre Bacri pour Comme une image
- 2005 : Étoile d'or du scénariste avec Jean-Pierre Bacri pour Comme une image
- 2009 : Gérard du cinéma 2009 : Gérard du réalisateur qui fait toujours le même film, mais en un peu moins bien à chaque fois pour Parlez-moi de la pluie, un peu moins bien que Comme une image, un peu moins bien que Le Goût des autres
- 2023 : Magritte d’honneur lors de la cérémonie des Magritte du cinéma.

### Théâtre
- 1992 : Molière de l'auteur avec Jean-Pierre Bacri pour Cuisine et dépendances
- 2014 : Nomination au Molière de la comédienne dans un spectacle de théâtre privé pour Les Uns sur les autres

### Musique
- 2007 : Victoires de la musique dans la catégorie « Album de musiques du monde de l’année » pour Canta